# Анг Нон III
Анг Нон III (1739 — серпень 1779) — король Камбоджі, який правив країною в другій половині XVIII століття.

## Життєпис
Був сином короля Сатти II. Прийшов до влади 1775 року, скориставшись антив'єтнамським повстанням та зреченням престолу Утая II.
За часів його правління повстання підбурили брати Срей, які скористались тим, що король був зайнятий підготовкою до війни з Лаосом. Одночасно мандарин провінції Треанг, Му з династії Нгуєн, захопив владу в південно-східних регіонах країни, керуючи діями своїх військ з околиць Сайгона. Анг Нон III був убитий 1779 року, також пізніше, за наказом Му (в подальшому став регентом королівства), було вбито чотирьох його синів.